# تصویر دیگر
تصویر دیگر (اسپانیایی: La otra imagen‎) یک فیلم اسپانیایی است که در سال ۱۹۷۳ منتشر شد. از بازیگران آن می‌توان به مارتا فلورس، آسونسیون بالاگه، خولیان ماتئوس، و فرانسیسکو رابال اشاره کرد. این فیلم در جشنواره فیلم کن ۱۹۷۳ به نمایش درآمد.